# Betty Friedan
Betty Friedan, nascuda Betty Naomi Goldstein (Peoria, Illinois, 1921-Washington DC, 2006), fou una escriptora americana, coneguda per ser l'autora de Mística de la feminitat, obra de referència del moviment feminista i una destacada activista en la lluita per la igualtat de gèneres.

## Primers anys
Nascuda en una família d'origen jueu, va viure a Nova York i posteriorment es va traslladar a Santa Monica (Califòrnia). Va graduar-se summa cum laude al Smith College, el 1942. Va cursar estudis de psicologia a la Universitat de Califòrnia, Berkeley, i va treballar com a redactora per a Federated Press (1943-1946) i per a EU News (1946-1952), ambdós relacionats amb el món sindical. A Nova York, va conèixer Carl Friedan, productor i executiu d'una agència de publicitat, amb qui es va casar el 1947. El matrimoni va tenir tres fills i el 1969 es van divorciar.

## Mística de la feminitat
La mística de la feminitat és una obra clau de la segona onada del feminisme (1960-1990) amb què Betty Friedan va guanyar el premi Pulitzer el 1964. Es considera un dels llibres més influents del segle xx, i va ser traduït al català per Jordi Solé i Tura l'any 1975.

## Activista
El 1966 va fundar la National Organization for Women (NOW), una organització on es van integrar diversos col·lectius feministes. El 1969, va fundar el National Association for the Repeal of Abortion Laws, més tard conegut com a Naral Pro-Choice America. També va participar en la creació del National Women Political Caucus (NWPC), el 1971. La seva tasca va ser criticada per les seves reticències a donar suport a les reivindicacions de les minories ètniques i de les lesbianes, que no va incloure en el moviment feminista fins al 1978.

## Darrers treballs
Betty Friedan va col·laborar amb nombrosos articles en diversos mitjans de comunicació. El 1981, va escriure The second stage, obra en la qual defensa una col·laboració més gran entre homes i dones, cosa que li va comportar crítiques per part de sectors feministes. Altres llibres destacats d'aquesta autora són: The fountain of age i Life so far. Va morir, a Washington DC, el 4 de febrer de 2006, dia en què complia 85 anys.
Algunes de les seves obres van ser censurades a l'estat espanyol durant el franquisme.